# Munichia

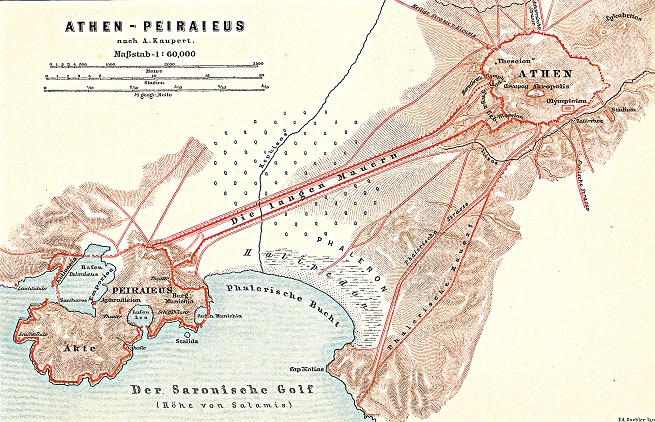
Ateny i Pireus w starożytności

Munichia - także Munychia, współcześnie Kastella -  wzgórze (86,5 m) na półwyspie Pireusu. 
W starożytności znajdowała się na nim kilka świątyń m.in. świątynia Artemidy zwanej stąd Artemida Munychia, a później, w okresie macedońskim, zbudowano tam obronną twierdzę.
U podnóża wzgórza leżał jeden z 3 portów należących do Aten wykorzystywany głównie jako port wojenny. Aktualnie  jego teren zajmują przystanie jachtowe i tereny rekreacyjne.